# Emma Thursby

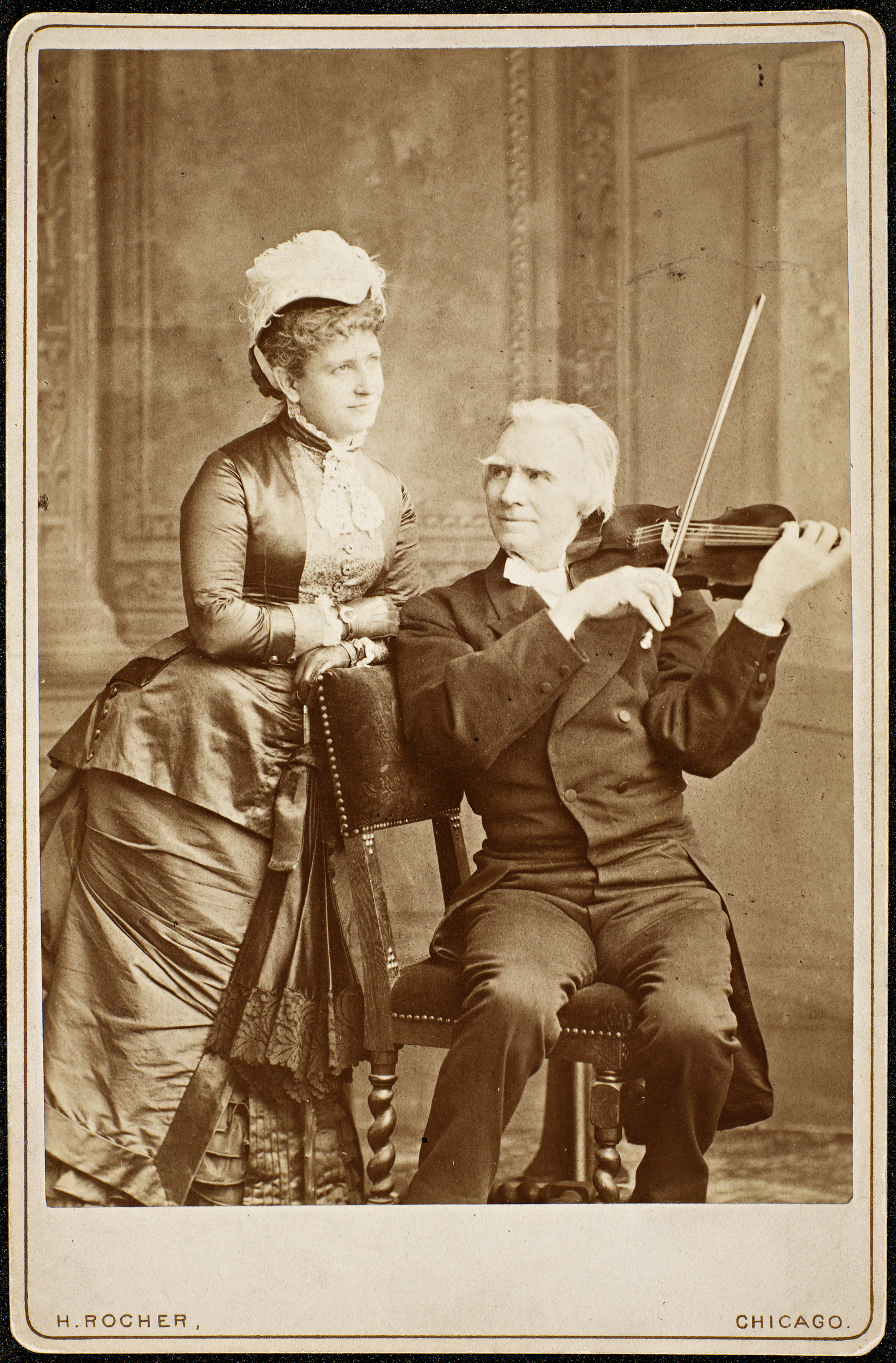
Emma Thursby och Ole Bull

Emma Cecilia Thursby, född den 21 februari 1854 i Williamsburg, Brooklyn, New York, död den 4 juli 1931 i Gramercy Park, Manhattan, New York City, var en amerikansk sångerska (sopran).
Thursby studerade för bland andra Francesco Lamperti, Erminia Rudersdorff och Maurice Strakosch, och gjorde under den senares ledning konsertresor runt i USA, samt till England (1878) och Paris, Tyskland (1880), Österrike, Holland, Belgien, Spanien och Skandinavien (1881, 1884), Japan och Kina (1903). Hon hade puritanska åsikter och medverkade därför inte på teatern, men väckte uppseende som konsertsångare genom sin höga och jämna sopran, sitt klockrena staccato, sin fulländade drill och sitt flärdlösa föredrag. Hon utmärkte sig framför allt i Händels och Haydns oratorier. Efter sångarkarriären var hon sånglärare i New York.